# Иван Канев
Иван Янакиев Канев е български революционер, деец на Вътрешната македоно-одринска революционна организация.

## Биография
Канев е роден в 1865 година в костурското село Косинец, тогава в Османската империя, днес Йеропиги, Гърция. Присъединява се към ВМОРО. Влиза в четата на Васил Чекаларов, в която е десетник. Участва в сражението при Локвата и Виняри на 31 май 1903 година срещу османска войска заедно с четите на Лазар Трайков и Пандо Кляшев. Участва в Илинденско-Преображенското въстание като десетник и знаменосец на четата на Чекаларов и се сражава във всичките ѝ битки.
При избухването на Балканската война в 1912 година е доброволец в Македоно-одринското опълчение, отново е в четата на Васил Чекаларов. Заловен е от гърците и лежи в Солунския затвор. По-късно се изселва в Свободна България и се установява във Варна.
Умира във Варна на 20 юни 1940 година.
На 11 март 1943 година вдовицата му Василка, 67-годишна жителка на Варна, родом от Косинец, подава молба за българска народна пенсия, която е одобрена и пенсията е отпусната от Министерския съвет на Царство България.